# Дзигони, Джанфранко
Джанфранко Дзигони (итал. Gianfranco Zigoni; род. 25 ноября 1944, Одерцо, Италия) — итальянский футболист, нападающий.

## Клубная карьера
Дзигони начал свою профессиональную карьеру в возрасте 17 лет в «Ювентусе», сыграв всего четыре матча за три сезона, а в 1964 году был последовательно отдан в аренду в «Дженоа». В клубе он провёл сезон в Серии А, причём аренда была продлена ещё на год после вылета «Дженоа» в Серию B. В 1966 году он вернулся в «Ювентус» и оставался в в клубе до 1970 года, затем покинул его также из-за своих натянутых отношений с Эриберто Эррерой.
Он подписал контракт с «Ромой», проведя два сезона в клубе и забив 12 голов. В 1972 году он переехал в «Верону», быстро став опорой команды и любимцем болельщиков, отыграв за клуб шесть сезонов. В 1978 году, в возрасте 34 лет, он подписал контракт с «Брешиа», отыграв два сезона.
В 1980 году он оставил карьеру профессионального футболиста и вернулся в свой родной город Одерцо, присоединившись к местной команде Серии D «Опитерджина». В 1983 году он присоединился к предложению от американского клуба «Пьявон», а затем завершил футбольную карьеру в возрасте 43 лет.

## Карьера в сборной
25 июня 1967 года провёл свой единственный матч в составе сборной Италии.